# Adrien Nocent
Adrien Nocent (* 2. Februar 1913 in Charleroi; † 9. Dezember 1996 in Rom) war ein belgischer Benediktinermönch, Theologe und Liturgiker.

## Leben und Werk
Nocent trat im Alter von 19 Jahren in die Abtei Maredsous ein, legte 1933 Profess ab und wurde 1938 zum Priester geweiht. Er studierte in der Abtei Keizersberg (französisch: Mont César) bei Löwen, von wo in Belgien die Liturgische Bewegung ausgegangen war. Seine Lehrer waren Bernard Capelle (1884–1961) und Bernard Botte (1893–1980). Ab 1952 hielt er in Brüssel Vorträge am Centre international Lumen Vitae. Er studierte weiter an der Universität Löwen und in Paris an der École pratique des hautes études. Dort schloss er 1959 ab mit der von Gabriel Le Bras (1891–1970) betreuten Arbeit Un Fragment de sacramentaire de Sens au Xe siècle. La liturgie baptismale de la province ecclésiastique de Sens dans les manuscrits du IXe au XVIe siècles (erschienen in: Miscellanea liturgica in onore di S.E. il cardinale Giacomo Lercaro. Bd. 2. Rom. Paris. Tournai 1967, S. 649–794). Dann lehrte und forschte er in Rom am Päpstlichen Athenaeum Sant’Anselmo, dessen Liturgisches Institut er zusammen mit Salvatore Marsili (1910–1983) und Cipriano Vaggagini (1909–1999) aufbaute.
Nocent war ab 1964 Berater des Zweiten Vatikanischen Konzils und ab 1969 Berater der Kongregation für den Gottesdienst. Ab 1984 war er der erste Herausgeber der Zeitschrift Ecclesia orans (Nachfolger: Anscar Chupungco, 1939–2013). Nocent hielt über Jahrzehnte zahlreiche Vorträge in Italien, Kanada, den Vereinigten Staaten, Kamerun, Senegal und Togo. Er war einer der wichtigsten wissenschaftlichen Begleiter der Liturgiereform des Konzils.
Nocent, der selbst Violine spielte, war Vizepräsident der Arthur-Grumiaux-Stiftung.

## Werke
- Contempler sa gloire. 3 Bde. Paris 1960–1965.
  - (deutsch) Das heilige Jahr. 3 Bde. Stuttgart 1965–1966.
  - (italienisch) Contemplare la sua gloria. 3 Bde. Brescia 1964–1966.
- L‘avenir de la liturgie. Paris 1961.
  - (niederländisch) De toekomst van de liturgie. Roermond 1963.
  - (spanisch) El porvenir de la liturgia. Barcelona 1963.
  - (englisch) The future of the liturgy. Montreal 1964.
- (mit Marc Mélot) On nous change la messe. Brüssel 1965.
- (mit Jacques Deretz) Synopse des textes conciliaires. Paris 1966
  - (italienisch) Dizionario dei testi conciliari. Brescia 1967.
  - (englisch) Dictionary of the Council. London 1968.
  - (deutsch) Konkordanz der Konzilstexte. Graz 1968.
- Célébrer Jésus-Christ. L’année liturgique. 7 Bde. Paris 1975–1977.
  - (englisch) The liturgical year. 4 Bde. Liturgical Press, Collegeville, Minnesota 1977. Hrsg. von Paul Turner. 3 Bde. Ebenda 2013.
  - (spanisch) El año litúrgico. Celebrar a Jesucristo. 7 Bde. Santander 1977.
  - (italienisch) Celebrare Gesù Cristo. 4 Bde. Assisi 1977.
- La liturgia. I sacramenti. Teologia e storia della celebrazione. Genua 1986.
- Le renouveau liturgique. Une relecture. Beauchesne, Paris 1993.
  - (englisch) A rereading of the renewed liturgy. Collegeville, Minnesota 1994.
  - (italienisch) Liturgia semper reformanda. Rilettura della riforma liturgica. Magnano 1993.

### Festschrift
- Traditio et Progressio. Studi liturgici in onore del prof. Adrien Nocent, OSB. Rom 1988 (Studia Anselmiana. Analecta liturgica 12) (mit Schriftenverzeichnis 1955–1987).

### Nachrufe und Schriftenverzeichnis
- Paul De Clerk: „La carrière et l'oeuvre de liturgiste de Dom Adrien Nocent 1913–1996“. In: Lettre de Maredsous 26, 1997, 2, S. 77–80.
- „In memoriam. Dom Adrien Nocent, O.S.B. (1913–1996)“. In: Ecclesia orans 14, 1997, S. 7–13.
- Franciszek Małaczyński: „Śp. o. Adrien Nocent OSB (1913–1996)“ In: Ruch Biblijny i Liturgiczny 50, 1997, S. 308–309.
- Basilio Rizzi: „Bibliografia di Adrien Maurice Nocent OSB (2.2.1913–9.12.1996)“. In: Ecclesia orans 14, 1997, S. 439–449.

### Weitere Literatur
- Anscar Chupungco: „The Pontifical Liturgical Institute. A Benedictine service to the Church“. In: Gerardo J. Békés (Hrsg.): Sant'Anselmo. Saggi storici e di attualità. Rom 1988, S. 193–225.
- Pius Engelbert: Sant'Anselmo in Rome. College and University. From the Beginnings to the Present Day. Collegeville, Minnesota, 2015, S. 260–263.